# Ludvig Manderström
Christoffer Rutger Ludvig Manderström, född 22 januari 1806 i Stockholm, död 18 augusti 1873 i Köln, var en svensk greve, diplomat, ämbetsman och politiker.

## Biografi
Ludvig Manderström föddes i Stockholm där fadern friherre Erik Ludvig Manderström bodde med anledning av att han var kammarherre hos änkedrottning Sofia Magdalena. Modern friherrinnan Christina Brita Bennet var hovfröken hos samma drottning, och mormodern, friherrinnan Maclean var Bureättling och syster till Rutger Macklean. Farfadern var Christopher Manderström. Ludvig Manderström var andra barnet av fyra och äldste son. Tretton år gammal inskrevs han vid Uppsala universitet, medan hans båda yngre bröder tog den militära banan. Han tog där 1824 kansliexamen.
Manderström började arton år gammal sin bana som extra ordinarie kanslist vid Handels- och finansexpeditionen, för att 1830 bli andre sekreterare vid Kabinettet för utrikes brefväxling. Han utbildades där i diplomati av Gustaf af Wetterstedt och Albrecht Ihre. Efter en tid utsågs han till kammarjunkare. År 1836 utnämndes han till härold vid Nordstjärneorden.
Året därefter tillträdde han posten som kabinettssekreterare åt Oscar I. Han var verksam vid Sveriges medling i de dansk-tyska underhandlingarna 1848–1850, senare envoyé i Wien 1855–1856 och i Paris 1856–1858. Han erhöll 1860 grevlig värdighet
Hemmavid steg han i regeringen och var utrikesstatsminister 1858–1868 samt deltog i Sveriges riksdag som ledamot av första kammaren 1866–1873. Under hans tid som utrikesstatsminister inträffade Ulriksdalskonferensen, då han tillsammans med Gripenstedt och De Geer lyckades avvärja ett allvarligt krigshot. Sedan Manderström lämnat uppdraget i regeringen var han president i Kommerskollegium 1868–1873.
Manderström samlade böcker redan i sin ungdom. Samlingen växte till en av landets förnämsta, framför allt vad gäller dramatisk litteratur. Den delen av samlingen köptes på auktion 1874 av envoyén A. Lagerheim för att gå vidare till Silfverschiöldarnas förnämliga bibliotek på Kobergs slott. Den bokauktionen blev ryktbar, inte minst för att priserna "överskredo vansinnets gränser". 
Manderström figurerade som Baron Slusk i nyckelroman Spionen i den förnäma werlden i Stockholm (1831) av Carl David Arfwedson. Boken ville ge avslöjande inblickar i Stockholmssocietetens liv. Den behandlar den vackra äventyrerskan fru Rothstein och hennes uppvaktare, bland andra "Baron Slusk".Ingift morbror till Carl Snoilsky.
Manderström sade till sin hustru att efter hans död bränna utvalda delar av hans arkiv vilket hon gjorde. 

## Ordnar och utmärkelser

### Svenska utmärkelser
- Riddare och kommendör av Kungl. Maj:ts Orden (Serafimerorden), 12 juli 1858.[9]
- Kommendör med stora korset med briljanter av Nordstjärneorden, 1857.[9]
- Kommendör med stora korset av Nordstjärneorden, 9 juni 1855.[9]
- Kommendör av Nordstjärneorden, 4 september 1848.[9]
- Riddare av Carl XIII:s orden, 28 januari 1854.[9]
- Manderström var ledamot nummer 496 av Kungliga Vetenskapsakademien från 1848.[9]
- Ledamot av Svenska Akademien från 1852 (ständig sekreterare 1869-1872).

### Utländska utmärkelser
- Storkorset av Belgiska Leopoldsorden, senast 1872.[10]
- Riddare av Danska Elefantorden, 10 augusti 1859.[9]
- Storkorset av Danska Dannebrogorden, 24 juli 1848.[9]
- Kommendör av Danska Dannebrogorden, 16 juli 1846.[9]
- Storkorset av Franska Hederslegionen, 8 april 1865.[9]
- Storkorset av Grekiska Frälsareorden, senast 1873.[10]
- Storkorset av Norska Sankt Olavs orden, 1 december 1858.[9]
- Kommendör av Norska Sankt Olavs orden, 5 september 1848.[9]
- Storkorset av Nederländska Lejonorden, senast 1873.[10]
- Storkorset av Nederländska Ekkronans orden, 1 september 1849.[9]
- Riddare av andra klassen av Preussiska Röda örns orden, 1 augusti 1848.[9]
- Storkorset av Portugisiska Torn- och svärdsorden, 19 oktober 1860. [9]
- Riddare av Ryska Sankt Stanislausorden, 1 maj 1835.[9]
- Första klassen av Tunisiska orden Nischan el Iftikhar, 1861.[9]